# Друга франко-малагасійська війна
Друга франко-малагасійська війна (малаг. Ady Hova-Frantsay Faharoa) — колоніальна війна Франції проти королівства Імерина. Метою Франції було закінчення васалізації Мадагаскару, яка була почата за підсумками першої франко-малагасійської війни. Ця агресія є складовою частиною низки війн Франції проти малагасійців (Див. Франко-малагасійські війни).
До нової війни з Імерина французи підготувались краще, відправивши майже в чотири рази більше солдатів, ніж минулого разу. Дисциплінована, гарно підготована армія за лічені тижні змогла зайняти все узбережжя. «Летюча колона» Дюшена була в Антананаріву всього через 10 місяців після початку війни. Мирний договір, який був підписаний 18 січня 1896 року, перетворював Мадагаскар на чергову колонію Франції.

## Передісторія

### Підсумки Першої війни
Франція, як й інші європейські колоніальні держави, планувала включити Мадагаскар до складу своєї імперії. Острів мав стати перевальним пунктом на шляху до Південно-Східної Азії, де Франція мала інтереси. Зважаючи на це, 16 травня 1883 року без оголошення війни Франція розпочала військові дії проти Імерина. Завдяки запеклому опору народу Мадагаскару інтервенти за два роки не змогли захопити острів. Після декількох поразок (у тому числі у війні в Індокитаї) французи сіли за стіл переговорів, які закінчились підписанням 17 грудня 1885 року нерівноправного та невигідного для королівства Імерина мирного договору, основними пунктами якого були:
- Мадагаскарський уряд позбувався права проведення самостійної зовнішньої політики: відтепер французький уряд мав представляти королівство на міжнародній арені[3];
- Королівство Імерина зобов'язувалось виплатити «добровільну компенсацію» у вигляді 10 мільйонів франків відшкодування збитків «приватним особам іноземного походження»[3];
- Серйозною поступкою на користь Франції стала передача їй стратегічно важливої бухти Дієго-Суарес, де французи мали намір створити свою військову базу[4];
- На Мадагаскарі розміщувався французький резидент, який мав слідкувати за дотриманням умов договору[3].

### Підготовка агресії

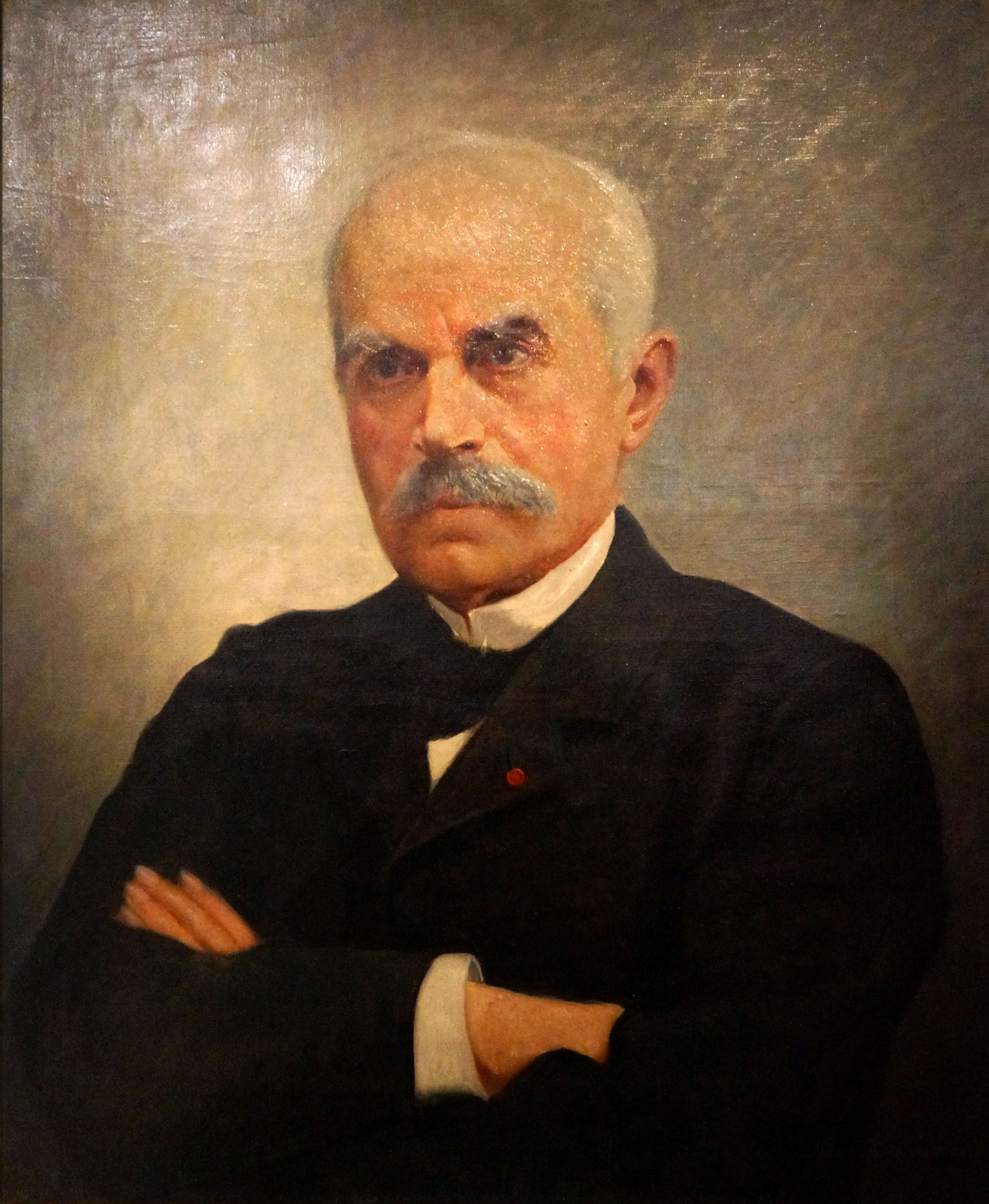
Шарль Ле Мір де Віл — французький резидент на Мадагаскарі

Друга половина 1880-х років стала часом домінування Німецької імперії в Європі, тому все більше колоніальних держав, а серед них і Франція, яка програла війну німцям, почали звертати велику увагу на колоніальні проблеми. Почався перерозподіл світу, у якому тепер одним з основних гравців була Німеччина. У 1884—1885 роках проходила Берлінська конференція, на якій обговорювали сфери впливу в Африці, але про належність Мадагаскару там не йшлося. Проте уже в серпні 1890 року і Англія, і Німеччина визнали протекторат Франції над Мадагаскаром. Це сприяло активізації колоніальних зазіхань Франції.
22 січня 1894 року палата депутатів французького парламенту одноголосно підтримала подання про встановлення протекторату над королівством Імерина. У листопаді 1894 року британський посол у Парижі офіційно висловив підтримку своєї держави щодо прагнення Франції анексувати Мадагаскар.
16 жовтня 1894 року Ле Мір де Віле, офіційний резидент Франції в королівстві Імерина, надав на розгляд малагасійського уряду доповнення до договору 1885 року, яке включало в себе 5 статей, що мали на меті встановлення фактичного протекторату над країною:
- Королівству Імерина заборонялось проводити будь-яку зовнішню політику[6];
- Франція мала право в будь-який момент увести війська без дозволу малагасійської влади[6];
- Франція мала право будувати нові дороги на острові без погодження з місцевою владою[6];
- Концесії надавались тільки з дозволу французького резиденту[6];
- Єдиним офіційним текстом договору мав вважатись французький[6].

Прем'єр-міністр Райнілайарівуні не поспішав з відповіддю, тому уже 20 жовтня Ле Мір де Віле поставив ультиматум, даючи три дні на прийняття рішення про новий договір. У відповідь уряд острова запропонував 12 пунктів, які були неприйнятними для французів, оскільки містили пункти про внутрішнє самоврядування. Стало зрозуміло, що війна неминуча. Для Райнілайарівуні це не стало неочікуваним, оскільки малагасійська армія вже давно вела підготовку до війни з Францією. Таємні директиви, які були прийняті на засіданні уряду Імерина ще взимку, передбачали мобілізацію резервістів, плани розміщення оборонних споруд, роботу стратегічно важливих підприємств під час воєнного стану тощо.

## Сили сторін

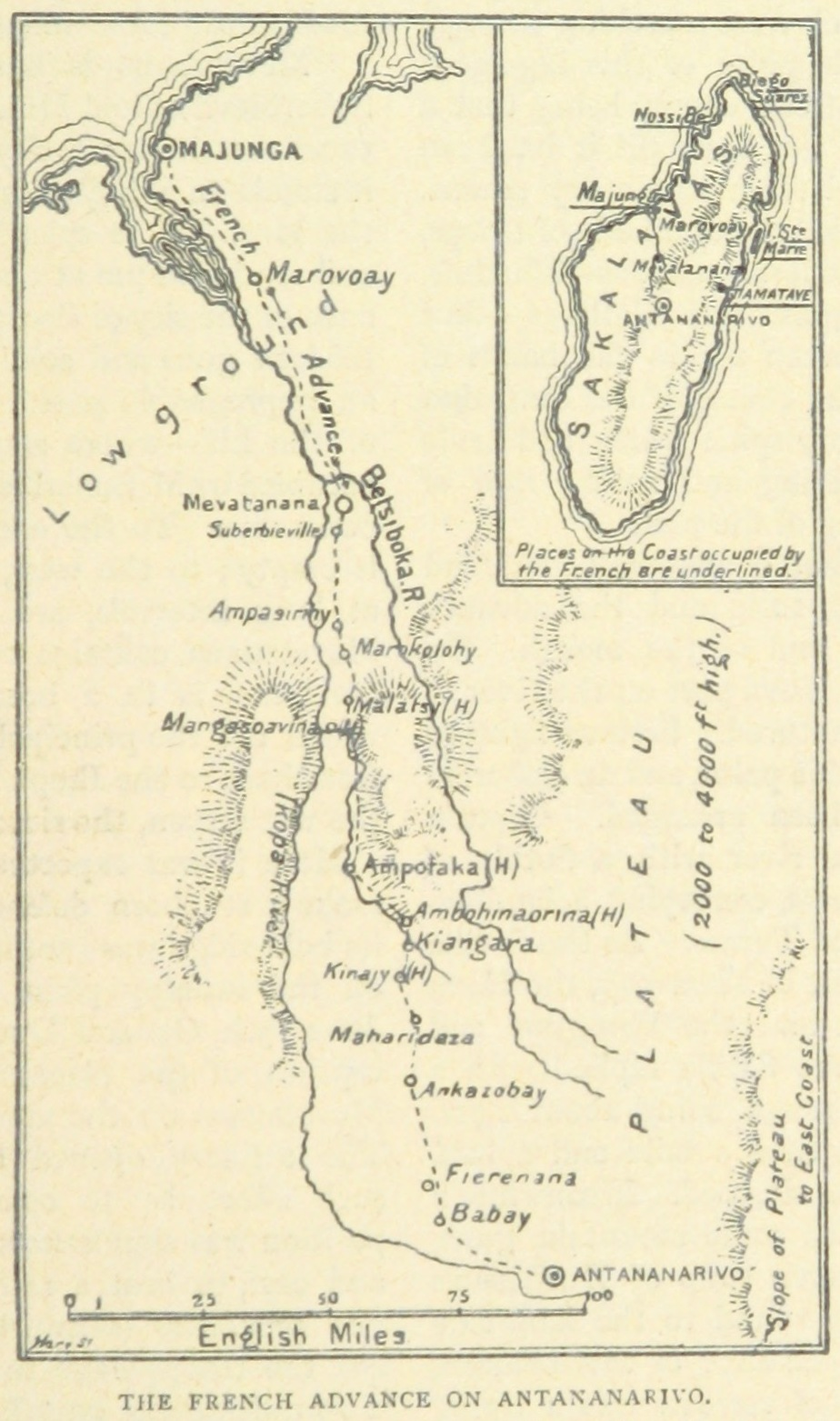
Карта другої франко-малагасійської війни

Сили Королівства Імерина
- ~30 000 солдатів регулярної армії. Командувач — Райнілайарівуні;
- до 40 000 резервістів.

Разом: ~70 тис. солдатів
 Сили Франції
- Сухопутні сили
  -  ~19 000 солдатів регулярної армії. Командувач — генерал Жак Дюшен;
  -  ~700 добровольців-сомалійців з Британського Сомаліленду[8];
  -  ~600 добровольців з Дагомеї[9];

Разом: ~20,5 тис. солдатів
- Військово-морські сили
  -  33 кораблі під прапором Франції;
  -  3 кораблі під прапором Великої Британії;

Разом: 36 військових кораблів

## Хід конфлікту

### Початок війни
24 жовтня 1894 року генерал Жак Дюшен — ветеран війни в Алжирі і Судані — був назначений командувачем Французького експедиційного корпусу, до складу якого входило дві бригади. Інтервенція почалась 12 грудня 1894 року з висадки десанту і окупації Таматаве. Малагасійська армія у відповідь зайняла базу Дієго-Суарес, яка за підсумками Першої війни належала Франції. 15 січня 1895 французами була швидко окупована Мадзунга, оскільки губернатор, який відповідав за оборону провінції Буйна (земля сакалава), відійшов вглиб острова, здавши фортецю без бою. Унаслідок перших місяців війни французькі інтервенти змогли міцно закріпитись на узбережжі, що дозволило їм висадити численний десант. Основні порти Імерина або були зайняті французами, або блокувались військово-морськими силами, які, варто зазначити, були чисельнішими, ніж під час першої франко-малагасійської війни (рівно як і сухопутні сили: загальна кількість бійців власне французької армії доходила до 19 тисяч). У лютому-квітні 1895 року французькі війська ліквідували всі воєнні погости в околицях Мадзунги і бухти Дієго-Суарес. У травні, ще до початку вологого сезону, більша частина експедиційного корпусу вже висадилась на Мадагаскарі.

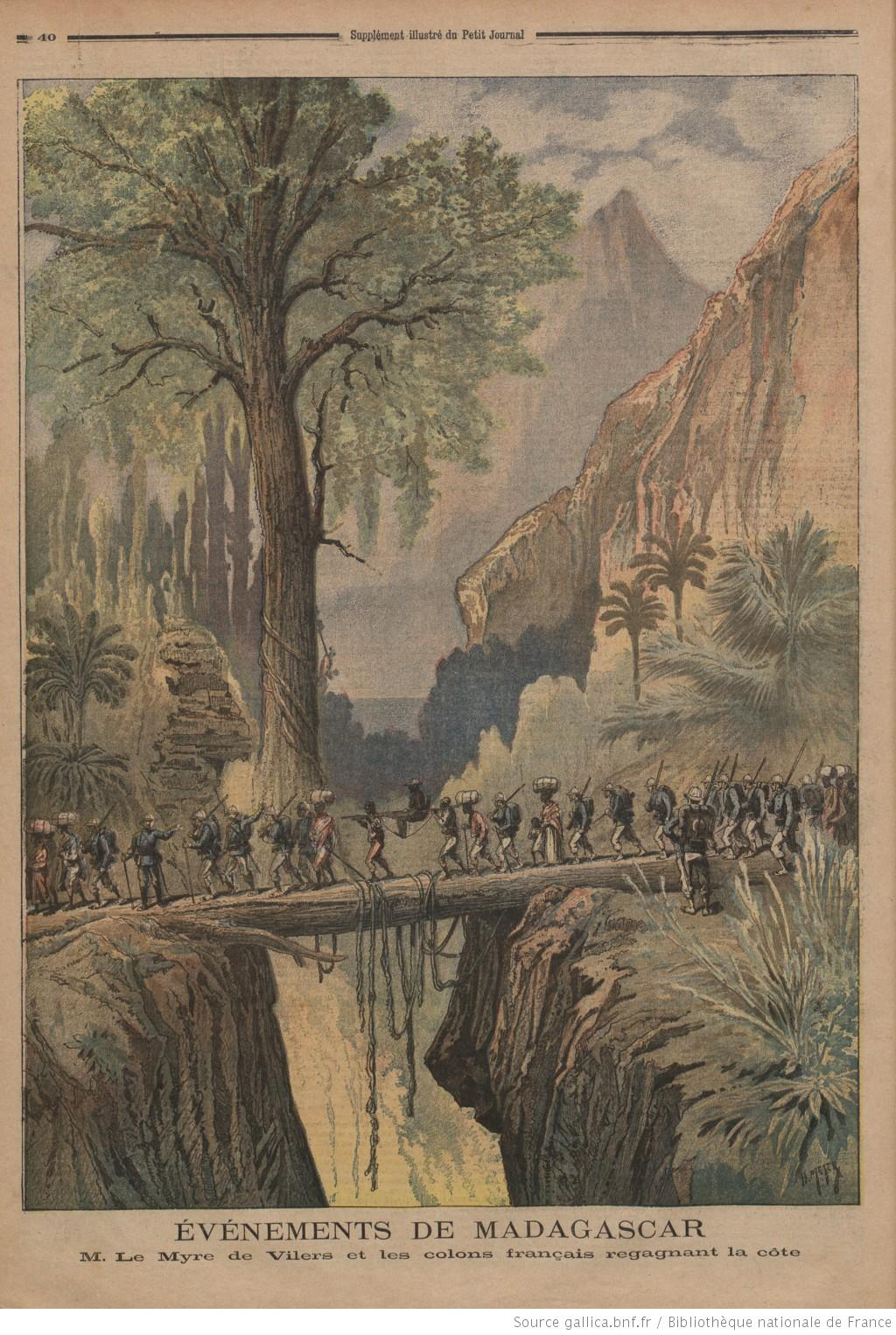
Просування французьких військ, газета Le Petit Journal, 1895

Одним з вирішальних факторів у майбутньому стануть повстання проти королівства Імерина, які почались на острові як тільки французи висадили там десант. Малагасійці виступали проти непопулярної політики уряду, напіврабського становища великої частини населення, християнізації суспільства тощо.
Натомість прем'єр-міністр Райнілайарівуні дав наказ почати на окупованих територіях партизанську війну: ліквідацію продовольчих запасів французів, напади на поодинокі загони, які відходили далеко від табору, нічні напади. Крім того, був дозволений вільний продаж вогнепальної зброї мешканцям королівства. Райнілайарівуні підкреслював необхідність підняття «патріотичного духу населення», боротьби з французькими шпигунами, пропагандою тощо.

### Просування вглиб острова
Вологий сезон на Мадагаскарі почався влітку, тому невдовзі багато французьких військових загинуло через тропічні хвороби. Відсутність свіжого м'яса та овочів також не сприяла здоров'ю французьких солдатів. Для того, щоб продовжити рух вглиб острова, французьким військам було необхідно зайняти важливий укріплений пункт Марувуай, де закріпився з тритисячним гарнізоном губернатор Буйна — Рамасумбазаха, який нещодавно без бою здав французам порт Мадзунга. Перші зіткнення відбулись 2 травня біля власне міста Марувуай. Тут малагасійці вже змогли продемонструвати свою оборонну тактику: вдало використовуючи складки місцевості і пагорби, вони вели артилерійський обстріл позицій французів. Крім того, рува міста Марувуай була захищена з одного боку річкою Бецібукі, з іншого — крутими пагорбами. Місцевість також була добре укріплена системою фортифікацій і ровів. З іншого боку, армія Імерина показала нездатність воювати з дисциплінованим ворогом, низький бойовий дух, недостатній рівень підготовки артилеристів. Зважаючи на це, до 12 травня, коли прибув генерал Дюшен, Марувуай було взято, експедиційний корпус продовжував наступ з ходу 15 травня взявши укріплене селище Амбудіманту, куди відступили розбиті малагасійські частини.
До початку червня французи зайняли провінцію Маєватанану, а разом з нею — пороховий завод в Сюбербівіллі, що був важливим стратегічним об'єктом. 6 червня війська Імерина під командуванням польового командира Райніандзалахі почали відступ до столиці. Французькі експедиційні війська були вимушені затриматись на 35 днів, оскільки була відсутня дорога до Антананаріву, яку відразу ж почали будувати. На цей час Дюшен розставив в найближчих селах гарнізони, які мали прикривати будівництво з флангів. Як з'ясувалось — не даремно: 28 червня малагасійські війська почали контрнаступ на позиції інтервентів, змусивши їх відступити до основного табору. Загалом малагасійці зробили чотири спроби наступу, які не завдали французам суттєвої шкоди.

### Наступ на столицю

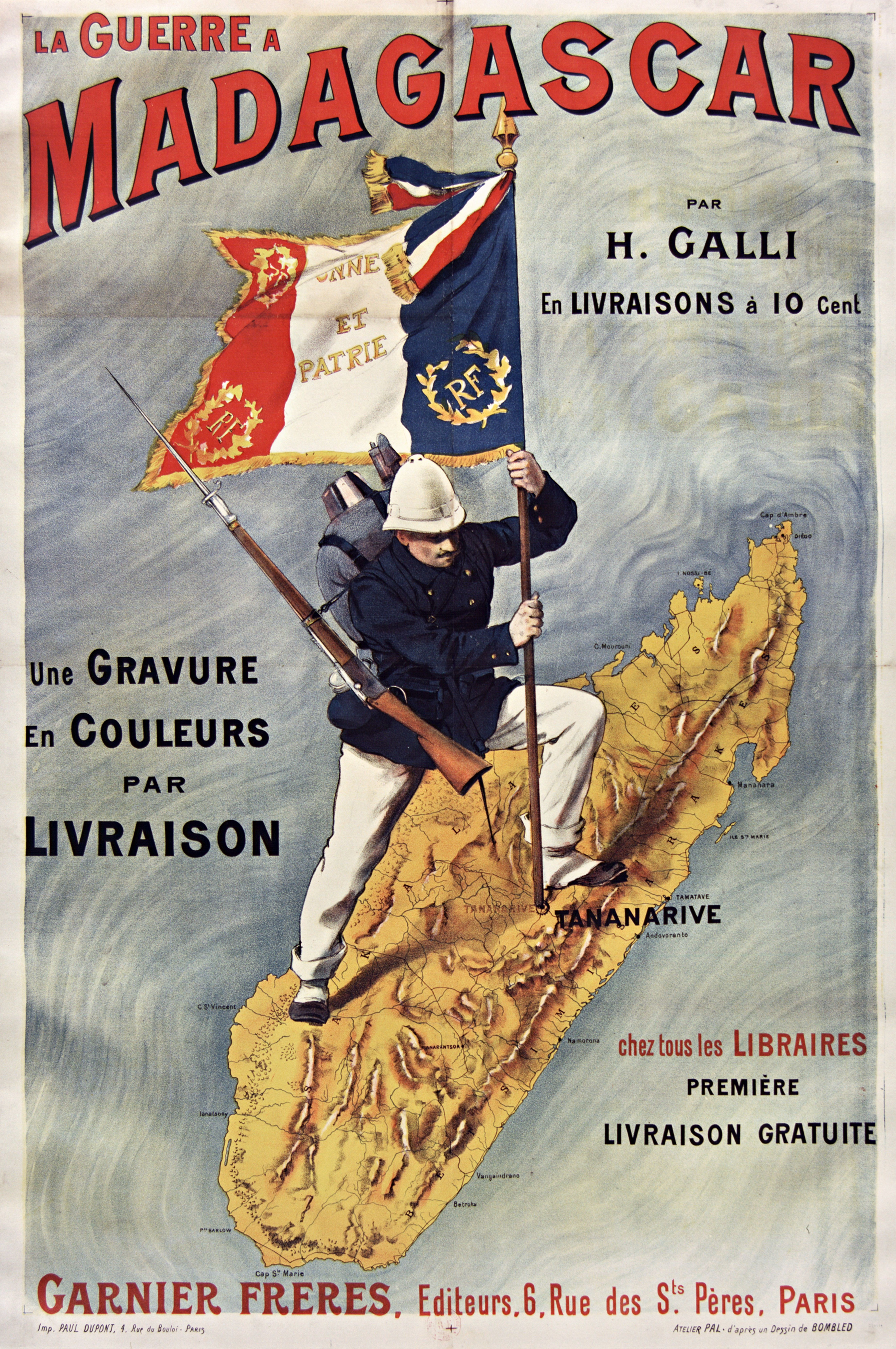
Французький пропагандистський плакат

Лише 15 липня французи змогли продовжити шлях до Антананаріву. Вони проходили на день не більше 2-3 кілометрів, оскільки постійно доводилось добудовувати дорогу. Таким темпом вони дійшли до кордону внутрішнього регіону Імерина тільки 20 серпня. До кордону внутрішнього району французькі війська просувались майже без бою: єдиною серйозною сутичкою став бій в районі Суавінандріана, де малагасійці влаштували засідку. Першим гарно укріпленим пунктом у внутрішньому регіоні було місто Андріба, штурм якого почався зранку 21 серпня. Незважаючи на те, що малагасійців було більше, вони займали панівні висоти і мали кращу артилерію ніж французи, їхній бойовий дух був на дуже низькому рівні. Це дозволило французам зайняти багато висот уже 21 серпня. Уранці 22 серпня, приготувавшись до фінального штурму, окупанти помітили, що війська Імерина покинули свої вигідні позиції і відступили до столиці.
Просування малонаселеною гористою місцевістю, де було важко забезпечити провіантом своє військо, змусило генерала Дюшена створити «летючу колону», яка б просувалася далі в напрямку Антананаріву. «Летючу колона» була остаточно сформована у вересні. До неї увійшло 4 600 солдатів і офіцерів, 1 770 робітників обслуги, 264 коня та 2 830 мулів. 15 вересня «колона» вступила у свій перший бій з малагасійцями за селище Цінайніундрі. Цей бій, як і інші в наступні три тижні, війська Імерина програли, кожного разу відступаючи назад до укріплених рубежів.

#### Штурм Антананаріву. Закінчення війни
29 вересня «летюча колона» стала табором у 8 кілометрах від Антананаріву. Столиця активно готувалася до оборони: на всіх висотах навколо руви були виставлені батареї, на вулицях будувались барикади. У самій столиці знаходилось тоді близько 25 тисяч військових та близько 100 гармат. Наступ на столицю почався 30 вересня о 6:30 ранку. До 15:00 години французи вже оволоділи всіма панівними висотами навколо міста. З вигідних позицій французи почали обстрілювати місто, зокрема — королівський палац. Після обстрілу малагасійці вивісили білий прапор і здали місто французам. Експедиційний корпус вступив в Антананаріву, зайняв всі стратегічні пункти, після чого почав роззброєння солдатів Імерина. 1 жовтня генерал Жак Дюшен в'їхав в місто. 9 жовтня французи надіслали лист захисникам табору Фара-фата, де в ультимативній формі вимагали скласти зброю протягом 48 годин. 11 жовтня, за декілька хвилин до закінчення терміну ультиматуму, Райнандріамампандрі — комендант форту, прийняв умови Дюшена. Фактично війна була закінчена.

## Мирний договір. Підсумки війни

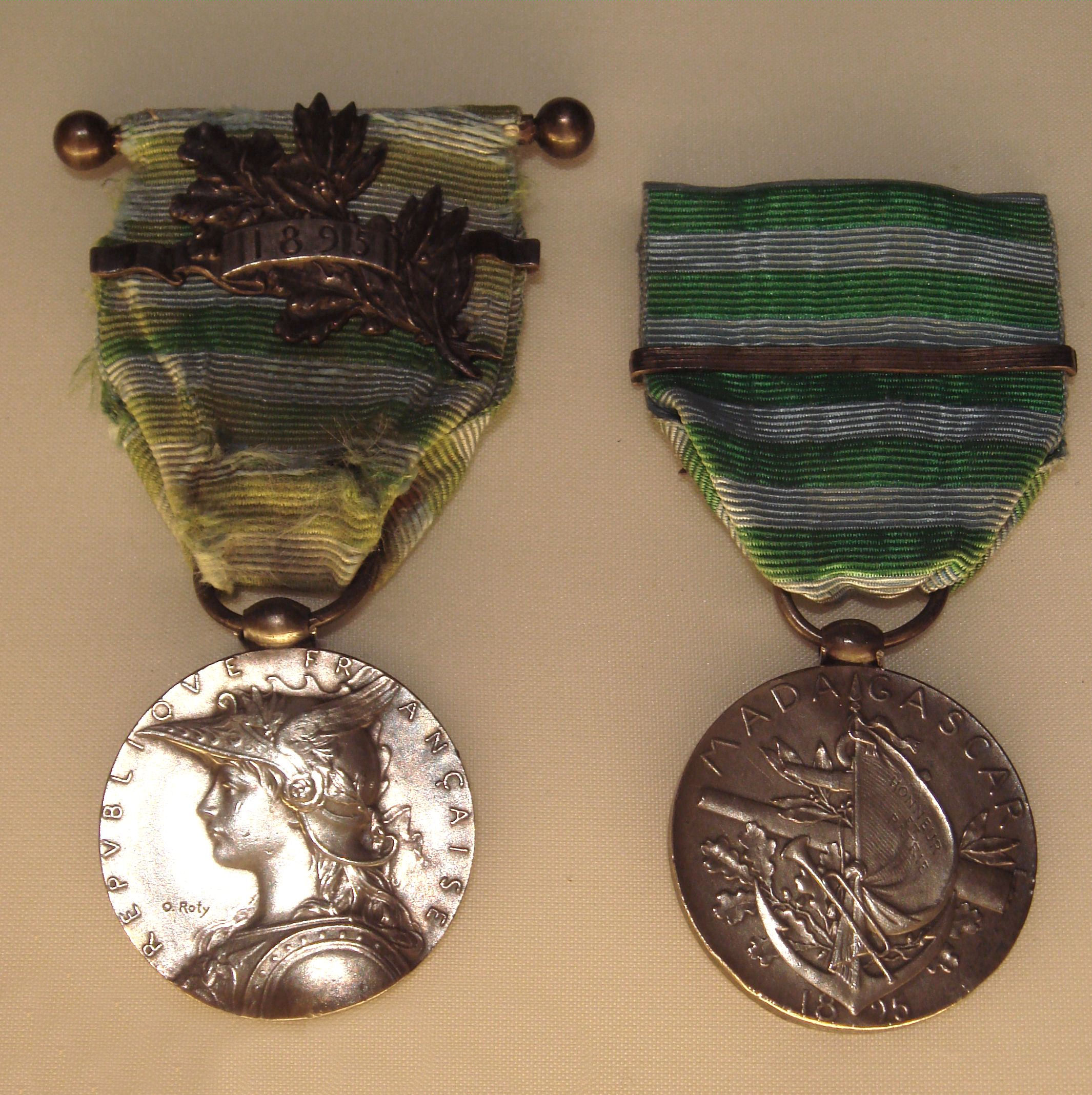
Французька медаль за «другу мадагаскарську експедицію»

1 жовтня був підписаний мирний договір, який передбачав встановлення французького протекторату над островом. Від імені Франції договір підписав генерал Дюшен, від імені Імерина — міністр юстиції Разанакумбана і колишній секретар Райнілайарівуні Расандзі. Договір складався з семи статей і двох додаткових пунктів. Проте ще 18 вересня французький міністр закордонних справ надіслав Дюшену повідомлення про необхідність відкладення мирних перемовин. Це планувалось зробити з метою проголошення Мадагаскару колонією Франції, але телеграма прийшла лише 7 жовтня, коли домовленість було вже підписано. Генерал Дюшен наказав конфіскувати всі копії тексту договору, були заборонені майбутні публікації документу. Лише 18 січня 1896 року був підписаний кінцевий договір, який в основних статтях повторював попередній, із тією лише різницею, що слово «протекторат» було видалене:
- Генеральний резидент був представником уряду Франції на Мадагаскарі[19];
- У руки резидента переходили всі зовнішні зносини малагасійської держави, контроль над місцевою адміністрацією, видача дозволів на концесії[19];
- Франція мала право розміщувати на Мадагаскарі будь-яку кількість військ[19];

Декретом від 11 грудня 1896 року управління справами Мадагаскару було передано з Міністерства закордонних справ Франції до Міністерства колоній. Незважаючи на успіх військової кампанії, французькій адміністрації знадобилось ще 9 років для придушення окремих повстань — до 1905 року, коли острів був упокорений військами генерала Жозефа Галлієні. Королева Ранавалуна III, яка втратила престол, була заслана в Алжир, де і померла у 1917 році.

## Галерея

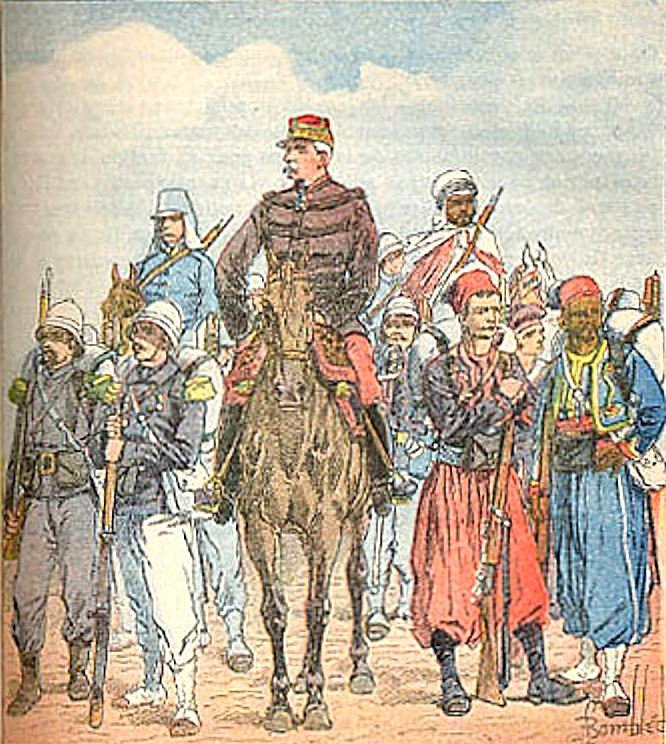
Французькі експедиційні війська
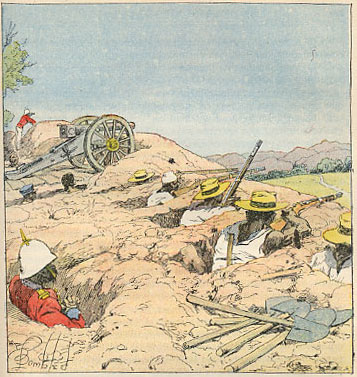
Малагасійські солдати в засідці
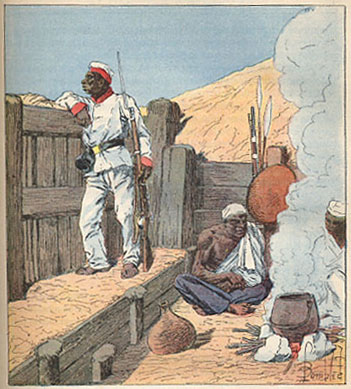
Мадагаскарський солдат на варті
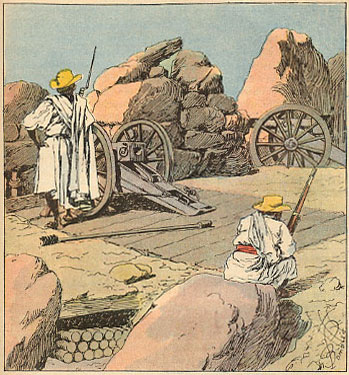
Імеринська артилерія
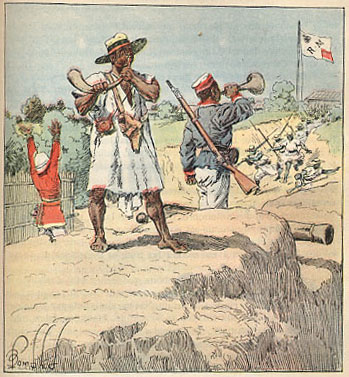
Малагасійські солдати б'ють на сполох